# Kashyyyk
Vous lisez un « article de qualité » labellisé en 2022.
Astre fictif apparaissant dans
Star Wars.
Kashyyyk est une planète fictive de Star Wars. Située dans la Bordure médiane, elle orbite autour de l'étoile homonyme. Elle est principalement connue pour être la planète d'origine du personnage Chewbacca, célèbre membre de l'Alliance rebelle.
Malgré une faune et une flore peu accueillantes, elle est habitée par les wookiees, une espèce arboricole couverte de fourrure. Théâtre de plusieurs batailles à l'échelle galactique, durant la guerre des clones ou durant la guerre contre l'Empire galactique, Kashyyyk a également été exploitée pendant plusieurs décennies par les différents régimes.
Créée en 1978 pour un téléfilm de l'univers étendu de Star Wars : Au temps de la guerre des étoiles, la planète est générée dans les films plus récents en grande partie par images de synthèse, mais aussi à travers des maquettes, des prises de vue réelles de la Thaïlande et de l'incrustation d'acteurs, regroupant ainsi plusieurs disciplines cinématographiques.
Apparue principalement dans le film La Revanche des Sith, elle est également présente dans plusieurs séries télévisées, dans la novélisation du troisième opus de la saga et plusieurs romans, jeux vidéo et bandes dessinées.

## Contexte
L'univers de Star Wars se déroule dans une galaxie qui est le théâtre d'affrontements entre les Chevaliers Jedi et les Seigneurs noirs des Sith, personnes sensibles à la Force, un champ énergétique mystérieux leur procurant des pouvoirs parapsychiques. Les Jedi maîtrisent le Côté lumineux de la Force, pouvoir bénéfique et défensif, pour maintenir la paix dans la galaxie. Les Sith utilisent le Côté obscur, pouvoir nuisible et destructeur, pour leurs usages personnels et pour dominer la galaxie.
Alors que la République galactique et l’ordre Jedi semblent avoir réussi à assurer la paix à travers la galaxie, la découverte d’un apprenti Sith sur Naboo en 32 av. BY conduit le chevalier Jedi Obi-Wan Kenobi à prendre le jeune Anakin Skywalker, possédant une affinité à la Force encore jamais vue, sous son aile. Débute alors une guerre opposant la République galactique dirigée par le chancelier suprême Palpatine, aux sécessionnistes de la Confédération des systèmes indépendants et leur armée de droïdes, guerre qui s'étend aux forêts et plages de Kashyyyk.

## Géographie

### Situation spatiale

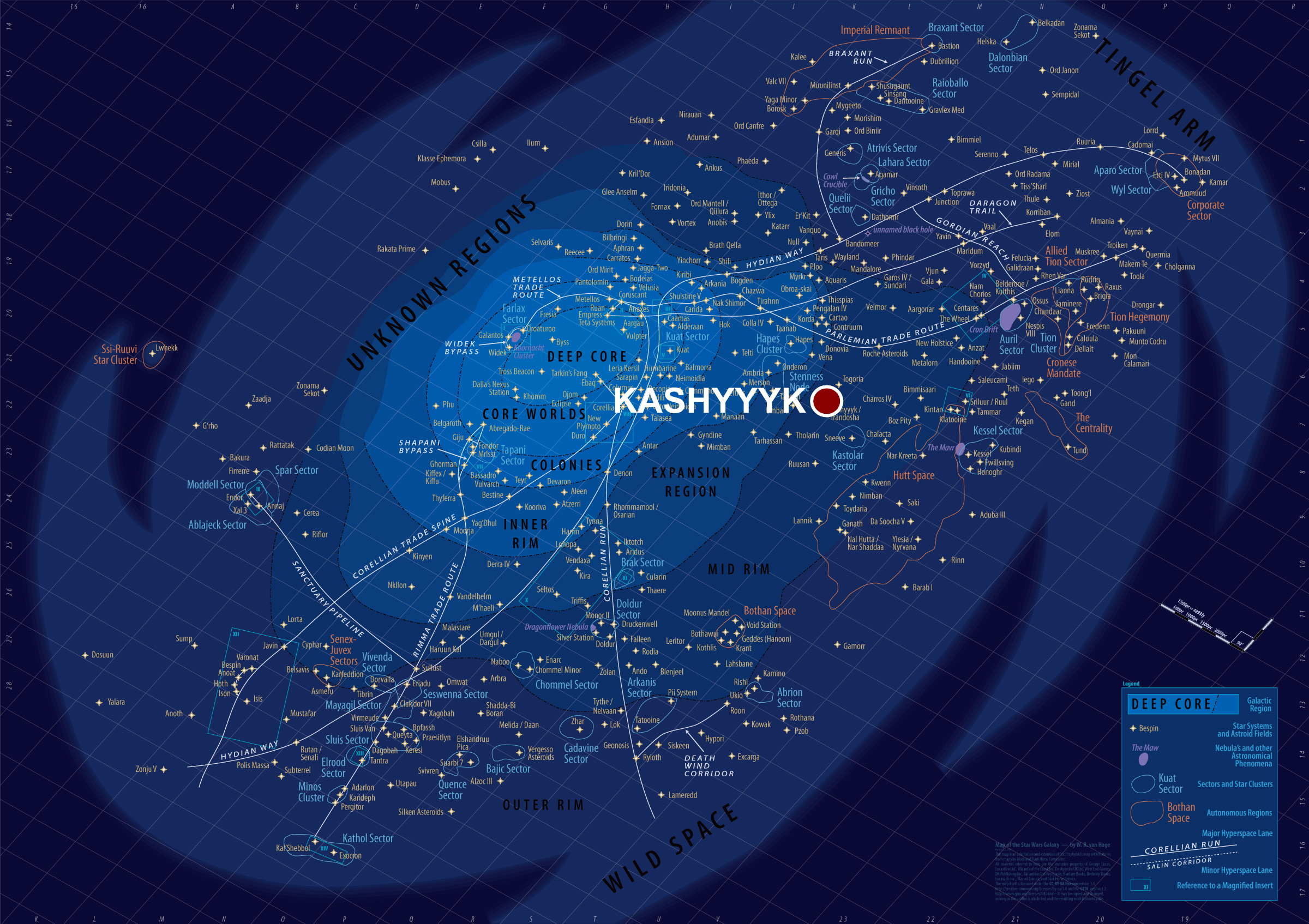
Localisation de Kashyyyk dans la galaxie (carte non officielle).

Orbitant autour d'une étoile homonyme, la planète Kashyyyk se situe dans le système Mytaranor, proche de la route hyperspatiale commerciale de Perlemienne, dans la Bordure médiane. Parmi les huit planètes du système, Kashyyyk est, en partant de l'étoile, la troisième. En outre, trois satellites naturels gravitent autour d'elle. Trandosha, monde d'origine des trandoshiens, humanoïdes reptiliens ennemis des wookiees, est située dans le même système. La position spatiale de Kashyyyk — point d'ancrage permettant l'entrée dans la navigation spatiale du quadrant sud-ouest de la galaxie —, ses richesses, ainsi que les connaissances wookiees des routes hyperspatiales, font de cette planète une cible de plusieurs organisations militaires lors de son histoire.
Plus généralement, elle est comprise dans le grand secteur de Maldrood, regroupement de secteurs incluant celui de Maldrood et ceux des environs, dont celui de Mytaranor. Cette région spatiale est issue d'une découpe militaire de la galaxie faite par la République galactique, chaque secteur étant associé à une armée de secteur clone. L'armée de secteur dont dépend Kashyyyk est ainsi la 12e armée clone de la République, aussi appelée « Lance d'Azur ».
Les wookiees ont également établi des colonies sur deux des trois lunes de Kashyyyk, ainsi que sur plusieurs autres corps célestes du système.

### Topographie
| Forêt dense, où un rayon de lumière passe à travers la canopée.                                                                                   |  | Rocher dans une eau turquoise, près des côtes. Une forêt dense et une falaise sont visibles en arrière-plan. |
| Paysages typiques de la surface de Kashyyyk, une forêt dense d'arbres géants et un lagon tropical, près d'une forêt et d'une chaîne de montagnes. |  | |

L'orbite de Kashyyyk autour de son étoile éponyme est parfaitement circulaire, ce qui conduit à une absence de saisons sur la planète,.
Kashyyyk est un monde constitué de quatre continents séparés par un vaste océan, dans lequel on retrouve de nombreuses îles et de nombreux récifs coralliens. Sur les zones côtières se trouvent de nombreux archipels. L'île de Wartaki est particulièrement connue pour abriter le dialecte wookiee Xaczik qui est peu répandu et inconnu des non-wookiees. On y trouve également une glaise particulière qui est utilisée pour la réalisation des bols et des pipes à tabac. La planète possède trois petites lunes. Lorsqu'elles sont alignées, elles exercent une attraction importante et causent des raz-de-marée sur les îles côtières.
La zone équatoriale est parcourue par des chaînes de montagnes où la pluie est très rare. Ces zones se sont transformées au fil des siècles en déserts. Le reste des continents est constitué de forêts composées d'énormes arbres appelés « wroshyr » qui peuvent atteindre plusieurs kilomètres de haut. Considérés comme étant la forme de vie la plus grande de Kashyyyk, ces arbres ont la capacité de fusionner entre eux lors d'un contact, permettant ainsi la formation d'un arbre unique, plus résistant. Ces arbres sont sacrés pour les wookies, qui organisent leurs sociétés autour d'eux. En effet, les branches sont si robustes qu'elles supportent sans peine l'architecture wookiee. L'arbre le plus haut de Kashyyyk est l'arbre des origines, escaladé par les wookiees juvéniles lors de leur passage à l'âge adulte. En haut des arbres, les wookiees construisent des aires d'atterrissage pouvant accueillir de gros vaisseaux. Les wroshyrs sont au cœur de la société wookiee, aussi bien culturelle qu'économique. En effet, ils tirent des arbres abris, nourriture, matériaux de construction, ressources nécessaires à la fabrication de textile ou d'armement. La sève est également utilisée pour l'alimentation, la médecine, ou le carburant des vaisseaux wookiees. L'exploitation raisonnée des wroshyrs est cruciale pour les wookiees, qui vivent en harmonie avec la nature.

### Formes de vie
| Personne déguisé en un grand mammifère bipède, couvert de fourrure et portant une arbalète. |
| Deux formes de vie autochtones de la surface de Kashyyyk : un wookiee, seule forme de vie développée (ici cosplay de Chewbacca, célèbre wookiee), et une araignée géante (ici Maman, une statue de Louise Bourgeois). |

L'animal le plus dangereux de Kashyyyk est le katarn. Sa tête est parée d'une arrête osseuse. Il est également doté de griffes préhensiles, de quatre pattes musculeuses et d'une longue queue. Il vit essentiellement dans la zone de la planète que les wookiees appellent « Forêt des Ombres ». Selon une légende wookiee, cette zone a été formée à la suite de la chute d'une météorite. Celle-ci perfora si profondément la planète que la forêt n'a jamais pu repousser à cet endroit. Après le katarn, le deuxième animal le plus dangereux de Kashyyyk est le kououra avec ses crocs gorgés de venin. On retrouve également des espèces plus pacifiques, comme les tachs, des primates vivant dans les arbres.
Les invertébrés les plus dangereux de la planète sont la wyyyschokk, une araignée très intelligente qui sécrète un poison mortel,, et le gorryl, une limace de deux mètres de long. Moins dangereux, le scarabée-aiguille se sert de son dard pour percer l'écorce des arbres et en sucer la sève. Le scarabée-flamme produit lui des jets de feu. La phosphopuce est utile pour les wookiees car elle émet de la lumière.
La flore de Kashyyyk est également très développée. Les arbres wroshyrs et l'arbre des origines sont si grands que leurs racines font office de montagnes, mais certaines espèces, plus petites, sont aussi dangereuses que la faune locale. La saava peut étendre sa tige pour atteindre ses proies, et les digérer lentement, tandis que la plante à mâchoires, à l'instar de certaines plantes carnivores, tendent un piège aux autres créatures.
Kashyyyk abrite une espèce intelligente, les wookiees, des géants hirsutes arboricoles. Malgré leur visage redoutable et sauvage, les wookiees sont intelligents, courageux, sophistiqués et ont un grand sens de l'honneur. La fidélité et la bravoure sont les deux principaux piliers de la société wookiee. En temps de paix, les wookiees sont tendres et doux, versés dans le travail manuel et la création musicale. Cependant, ils restent des adversaires acharnés quand ils sont forcés à faire la guerre. Les wookiees des forêts ne vivent qu'en hauteur et ne rejoignent le pied des arbres que pour leur rite de passage à l'âge adulte. Un jeune doit y tuer un katarn avant de prétendre avoir atteint la maturité,,,,.

### Habitations et technologie
Dans les arbres, les wookiees ont créé leurs villes. La cité capitale de Kashyyyk se nomme Kachirho. Cité côtière située près d'un lagon d'eau douce, elle est le centre du trafic hyperspatial wookiee car plus facile d'accès que les autres cités, qui sont incrustées dans d'épaisses forêts. Dirigée par le chef Tarfful, c'est une étape courante pour les marchands galactiques, qui viennent échanger des technologies contre le bois précieux de la planète.
Les autres grands centres urbains sont Rwookrrorro, la ville natale du célèbre Chewbacca, Kamarkiia, Karryntora, Kkellerr, Nothaykk et Thikkiiana. Les villes sont reliées par des sentes. La plus célèbre d'entre elles, la Rhyatt, relie Rwookrrorro et Kkellerr. Kashyyyk est reconnue pour les avancées technologiques et artistiques de ses habitants, inspirées pour être vivre dans l'harmonie de la nature de la planète,. Les cités sont construites dans les arbres wroshyrs, sur différents niveaux, reliés entre eux par des ascenseurs faits de vignes. Les outils de tous les jours sont conçus selon les mêmes principes, mélangeant matière organique et végétale à des composants de haute technologie. Similairement, les moyens de transport wookiees, comme le catamaran volant Oevvaor, fusionnent technologies extérieures et intérieures : ici, les coques du vaisseau sont sculptées dans du bois wroshyrs, sur lesquels sont rajoutés deux moteurs puissants. Les wookiees construisent eux-mêmes leurs armes uniques dans la galaxie : des arbalètes lasers. Arme traditionnelle conçue à partir de bois, de tresses de vigne et de plusieurs pièces métalliques, elle repose sur le principe d'accélération magnétique, et est aussi redoutable qu'un blaster.
Plusieurs tribus wookiees sont insulaires, préférant vivre en bord de mer plutôt que dans les arbres. Ils parlent un dialecte différent des wookiees arboricoles, bien que tout de même compris par ces derniers.
La planète est administrée par un conseil wookiee, qui gouverne le pays depuis l'arbre gouvernemental de Kashyyyk. Du fait de sa situation spatiale, Kashyyyk jouit d'un commerce profitable avec plusieurs civilisations galactiques. En échange de matériel informatique, les wookiees échangent des bois précieux, des produits chimiques et des fruits tropicaux très prisés, principaux exports de Kashyyyk. Une importante station relais, cruciale dans la diffusion des communications galactiques, s'y trouve également, et est administrée par la guilde Claatuvac, des wookiees cartographes responsables de la surveillance et de l'entretien des routes hyperspatiales. La planète est membre de la République galactique, avec un représentant très intègre au Sénat Galactique : Yarua,.

## Univers officiel

### Avant l'ère impériale et guerre des clones
La première rencontre de Kashyyyk avec d'autres formes de vie s'effectue très tôt dans l'histoire galactique, lors de la rencontre avec la corporation Czerka. Dotée d'une technologie supérieure, celle-ci réduit les wookiees en esclavage, et c'est seulement après une révolte que les wookiees retrouvent leur liberté.
Lors de la guerre des clones, plusieurs guerriers wookiees, dont Chewbacca, sont enlevés depuis Kashyyyk par des esclavagistes trandoshiens, en même temps qu'Ahsoka Tano, padawan Jedi. Une mission de sauvetage organisée par la République consolide les liens entre Kashyyyk et l'ordre Jedi, après l'arrestation des esclavagistes. 
En 19 av. BY, à la fin de la guerre des clones, le maître Jedi Yoda se rend sur Kashyyyk pour détruire les armées droïdes qui tentent de prendre le contrôle de la planète, en envahissant Kachirho,. Aidé par des auxiliaires wookiees, l'armée de Yoda écrase rapidement l'armée des séparatistes. Peu après la victoire, le chancelier suprême Palpatine ordonne l’exécution de tous les Jedi. Immédiatement les soldats se retournent contre les généraux Jedi présents : Yoda, Quinlan Vos et Luminara Unduli. Les soldats choisissent d'exploser le véhicule blindé sur lequel se trouve Vos, tandis qu'ils encerclent Unduli avant de l'abattre, cette dernière étant trop préoccupée par l'état des blessés pour sentir la menace. Yoda est lui sauvé des soldats par ses amis et commandants des armées wookiees : Chewbacca et Tarfful. Il quitte ensuite la planète le plus discrètement possible.

### Ère impériale
| Jeune homme roux portant une chemise et un micro. |  | Homme avec barbe et moustache portant un smoking et des lunettes. |
| Cal Kestis et Saw Gerrera ont mené une rébellion sur Kashyyyk lors de l'avènement de l'Empire (ici leurs interprètes respectifs, Cameron Monaghan et Forest Whitaker). |  |                                                                   |

Après l'avènement de l'Empire galactique par Palpatine, et la passation de nouvelles lois autorisant l'esclavage des wookiees, Kashyyyk devient une planète fournissant des esclaves à l'intégralité de la galaxie. Sous le joug de l'Empire, les wookiees sont réduits en esclavage, devenant de la main-d'œuvre pour les usines impériales. Les arbres sacrés des wookiees sont abattus pour du combustible, les ressources naturelles de la planète sont exploitées, et Kashyyyk est transformée en ferme géante, dans le but de produire des rations pour les troupes impériales. Plusieurs wookiees sont également envoyés hors de Kashyyyk, pour travailler sur des chantiers, comme celui de l'Étoile de la mort, ou dans des mines d'épices sur Kessel.
Plusieurs actes de rébellion ont lieu durant cette période, notamment menés par Cal Kestis et Saw Gerrera, mais sont matés par l'Empire malgré quelques victoires occasionnelles. Des massacres sont alors organisés en représailles par les troupes d'élite de l'Empire.

### Après l'ère impériale
Alors que la Nouvelle République se consolide progressivement face aux vestiges de l'Empire galactique, Kashyyyk est laissée de côté. Devant un service à son copilote Chewbacca, le contrebandier, devenu général de la Nouvelle République Han Solo l'aide alors à sauver sa planète natale, encore contrôlée par d'anciens officiers impériaux,. Après la libération de plusieurs wookiees, dont le fils de Chewbacca, l'opération s'achève en victoire, grâce au soutien des forces de la Nouvelle République. Chewbacca reste alors à Kashyyyk avec sa famille, tandis qu'Han Solo rejoint son épouse, la politicienne Leia Organa, et son fils Ben Solo.
Kashyyyk rejoint alors la Nouvelle République, et prospère grâce à cette alliance. Le commerce de la planète se développe, et Thikkiana devient un lieu d'export majeur de matériel informatique.

## UniversLégendes
À la suite du rachat de la société Lucasfilm par The Walt Disney Company, tous les éléments racontés dans les produits dérivés datant d'avant le 26 avril 2014 ont été déclarés comme étant en dehors du canon et ont alors été regroupés sous l’appellation « Star Wars Légendes ».

### Avant l'ère impériale
Kashyyyk fait partie des mondes dirigés par l'Empire infini des rakatas (30 000 av. BY à 25 200 av. BY). Cette domination rakata est notamment marquée par le bouleversement de l'écosystème de la planète. En effet, le paysage particulier connu à Kashyyyk provient, à l'instar de celui de Tatooine, de manipulations rakata.
En 3 960 av. BY, deux futurs Sith, Revan et Malak parcourent la Galaxie à la recherche des cartes stellaires qui indiquent l'emplacement de la Forge stellaire, arme créée par les rakatas. Les cartes stellaires, au nombre de cinq, se trouvent alors chacune dans une planète anciennement contrôlée par les rakatas. L'une des cartes se trouve alors à Kashyyyk, ce qui les conduit à s'y rendre afin de la récupérer.
Lors des Nouvelles guerres Sith, à la fin du IIe millénaire av. BY, des batailles ont lieu à travers toute la Galaxie. L'une d'elles oppose la République galactique aux Sith sur Kashyyyk. Elle s'achève par une victoire des forces Sith.
Avant la guerre des clones, Attichitcuk, le père de Chewbacca, est à l'origine d'un plan de colonisation de la lune d'Alaris Prime, orbitant autour d'Alaris, planète du système de Kashyyyk. Aidé par le maître Jedi Qui-Gon Jinn, il trouve sur place une troupe de droïdes de combat importante de la Fédération du commerce, avant de les repousser.

### Ère impériale

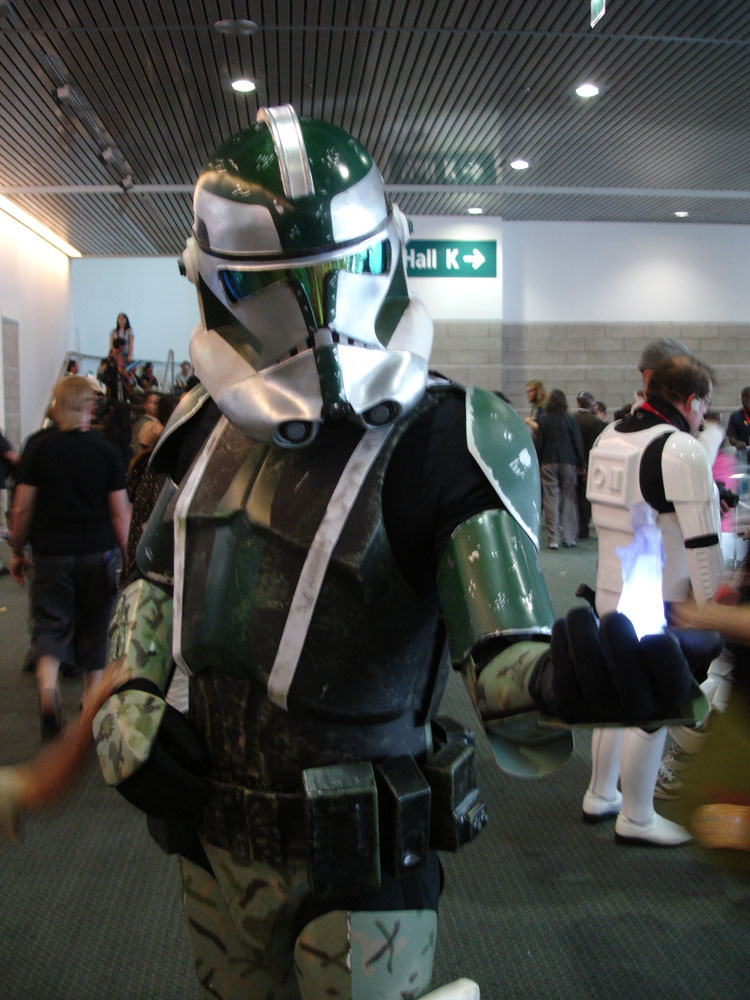
Cosplay du commandant Gree, chef des soldats clones sur Kashyyyk lors de la guerre des clones.

Après la bataille de Kashyyyk à la fin de la guerre des clones, Vos, grièvement blessé, parvient à échapper aux soldats qui le traquent. Grâce à l'aide de son ami, le devaronien Vilmarh Grahrk, il parvient à quitter la planète.
L'ordre 66 exécuté, les Jedi survivants se cachent. Parmi eux, le couple clandestin des Marek s'installe à Kashyyyk. Mallie Marek est ensuite tuée par des esclavagistes trandoshiens en protégeant son mari Kento et son fils Galen. Ce dernier, né à Kashyyyk, y est alors élevé par son père, jusqu'à l'arrivée du Sith Dark Vador. Celui-ci, dans le cadre de la prise du contrôle de la planète par l'Empire galactique, massacre alors les wookiees et Kento Marek. Lorsque le Sith remarque que Galen tente de lui face avec une certaine puissance sans pour autant avoir été formé, il l'adopte secrètement en apprenti et lui fait quitter Kashyyyk,.
Plusieurs chevaliers Jedi ayant survécu à la première vague de l'ordre 66, dont Roan Shryne, trouvent refuge sur Kashyyyk après la guerre. Ces derniers apportent leur aide aux wookiees lors des premiers mouvements d'opposition à l'Empire galactique, mais sont rapidement éliminés par Dark Vador.
Après la proclamation par Palpatine de l'Empire galactique, Kashyyyk est soumise à l'occupation impériale. Les wookiees sont alors considérés comme une espèce intelligente inférieure à la plupart des autres. Les trandoshiens les chassent alors librement. En parallèle, l'Empire exploite les wookiees en les réduisant à l'esclavage, autant sur Kashyyyk qu'en dehors de la planète. Ils sont notamment déportés pour travailler sur des chantiers, tels que celui de l'Étoile de la mort,.

### Après l'ère impériale
En 4 ap. BY, alors que les forces de la Nouvelle République s'avancent dans le territoire impérial après la bataille d'Endor, une nouvelle bataille a lieu sur Kashyyyk. La Nouvelle République est ainsi rejointe par le gouvernement de cette planète, ce qui lui permet ensuite de lancer des offensives majeures vers le Noyau. Cette bataille représente alors un tournant notable dans la guerre civile galactique. Dès lors, le monde de Kashyyyk devient l'un des plus importants dans la politique de la Nouvelle République.
Après l'avènement de la Nouvelle République, en 9 ap. BY, la ministre d'État Leia Organa est menacée d'enlèvement par les troupes de l'Empire. Pour la protéger, Chewbacca l'emmène secrètement sur sa planète natale.
Durant l'invasion yuuzhan vong, Kashyyyk fait partie des rares planètes que la Nouvelle République conserve pendant les quatre ans de conflit. En effet, alors que la majorité de la Galaxie est dominée par les yuuzhan vong, la Nouvelle République lance ses principales offensives notamment à partir de Kashyyyk.
Kashyyyk conserve un rôle notable durant la nouvelle guerre civile galactique (40 ap. BY à 41 ap. BY), qui oppose les alliés de l'Alliance galactique à la Confédération. En effet, Kashyyyk s'y transforme à nouveau en champ de bataille. Des flottes d'Hapes et de l'Alliance y affrontent alors les flottes de Corellia, de Bothawui, de Commenor et de l'espace Hutt.

## Concept et création

### Origine du concept

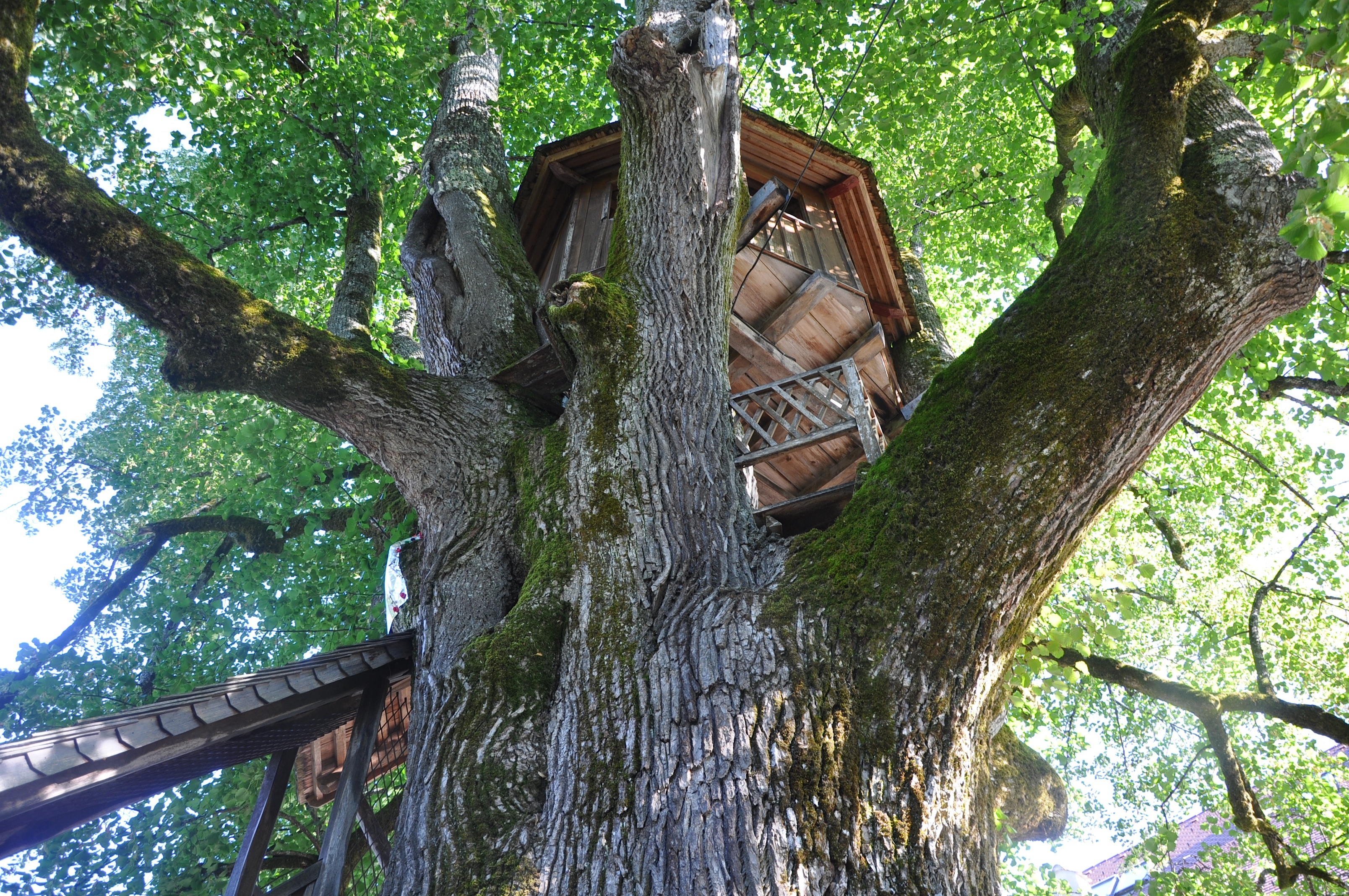
Une habitation faite de bois située dans un arbre, similaire à celles construites par les wookiees sur Kashyyyk (ici, maison dans un arbre en Slovénie).

Même si les wookiees sont créés dès 1977 pour le film Un nouvel espoir, premier film Star Wars avec le personnage de Chewbacca, Kashyyyk n'est présentée au public qu'un an plus tard, malgré une envie de George Lucas de la montrer dès le premier film. En effet, la planète est visible pour la première fois en 1978 dans le téléfilm Au temps de la guerre des étoiles, à l'instar du personnage de Boba Fett, tout d'abord sous l'appellation « Kazzook », avant d'être rebaptisée par la suite. L'extérieur de la planète est représenté par plusieurs peintures de Ralph McQuarrie, représentant différentes habitations wookiees perchées en haut des arbres wroshyrs. Ce téléfilm, outre sa présentation de la famille de Chewbacca et autres wookiees, introduit notamment une fête wookiee ensuite étendue au reste de la Galaxie, le Jour de la Vie. Ce concept de célébration est repris en 2020 dans le nouveau téléfilm LEGO Star Wars : Joyeuses Fêtes, dans lequel apparaît aussi Kashyyyk comme lieu de l'action,,, ainsi que dans plusieurs bandes dessinées,.

Les artistes Ralph McQuarrie et Joe Johnston sont les premiers responsables de la conception de Kashyyk, notamment l'extérieur et l'intérieur des habitations wookiees, en s'inspirant de conceptions originales de George Lucas, d'habitations perchées en haut d'immenses arbres. Le dessinateur Fred Blanchard, responsable de la représentation de Kashyyyk dans l’adaptation en bande-dessinée du roman L'Héritier de l'Empire de Timothy Zahn, dit à ce sujet:

« Pour la cité des wookiees, il fallait éviter de recopier le village des ewoks dans Le Retour du Jedi ainsi que la vision de Kashyyyk contenue dans le téléfilm peu connu Au temps de la guerre des étoiles. Il fallait donner à l'habitat wookiee une allure majestueuse, mais en même temps légère […]. C'est pourquoi la forme très simplifiée d'une hirondelle s'est vite imposée comme la référence idéale pour le design définitif. »

La finalisation du design des wookiees s'effectue à la même période : leur langue, le Shyriiwook, est créée en utilisant des extraits de grognements d'ours mixés par Ben Burtt, tandis que leurs costumes sont confectionnés à partir de cheveux de plusieurs perruques. Lors de la représentation de nouveaux wookiees pour La Revanche des Sith, plus de six mois sont nécessaires aux équipes des costumes du film pour confectionner des costumes adaptés aux acteurs à forte carrure interprétant les wookiees. Chaque acteur interprétant un wookiee a subi un moule intégral, visage et pied inclus, pour fabriquer un costume sur mesure. Crée en fibre de verre et en fibres modacryliques pour renforcer la musculature, la fourrure est ensuite rajoutée sur les costumes moulés au préalable. Le département des costumes personnalise ensuite chacun des huit costumes pour leur donner une identité distincte.
La planète est de nouveau repensée pour le tournage de La Revanche des Sith. Ryan Church (en) est responsable de la conception de cette planète, avec pour consignes de George Lucas de créer une planète où les habitants peuplent des arbres géants. Church lui présente tout d'abord une peinture représentant un grand arbre penché, supportant une architecture en bois surplombant une étendue d'eau. Enthousiaste, George Lucas demande alors à Church et son équipe de continuer sur cette lancée, et de voir plus grand. Après plusieurs visionnages du téléfilm Au temps de la guerre des étoiles pour trouver l'inspiration, l'équipe d'artistes, également constitué de Lee Sang-jun et Feng Zhu produit plusieurs centaines de scénarimages et d'images préparatoires, incorporant notamment les premiers lagons et mangroves, ainsi que la continuité de la technologie wookiee déjà aperçue dans Au temps de la guerre des étoiles. La principale source d'inspiration de l'équipe de concepteurs pour donner une esthétique unique à la civilisation wookiee est Frank Lloyd Wright, une ambiance moderne et technologique totalement intégrée dans leur environnement naturel. L'équipe de Church cherche également à donner un rendu très organique à la planète, le tout dans une ambiance tropicale, pour se détacher de ce qui a précédemment été observé dans la saga. Néanmoins, pour faciliter la transition entre les épisodes III et IV voulue par George Lucas, les tons utilisés pour la planète ainsi que l'éclairage sont relativement froids et monochromes. Le nouveau style architectural des wookiees est également mis au point par Church et son équipe, avec l'aval de George Lucas. Pensés comme étant le produit de maîtres artisans, la technologie wookiee est conçue comme très épurée et luxueuse, avec des empreintes d'aluminium intégrées au bois. Désirant s'éloigner d'un style qui serait trop humain, l'équipe de Church décide que le style architectural de Kashyyyk suit un plan ovale asymétrique, dénué d'angles et de séparations au profit de courbes, mettant en avant le côté gracieux et pacifique des wookiees.

### Lieux de tournage
| Photo des îlots thaïlandais de Phang Nga, illustrant la partie aquatiques des décors de Kashyyyk. |  | Photo des montagnes proches de la ville chinoise de Guilin, illustrant les reliefs de Kashyyyk. |
| Îlots du Parc national d'Ao Phang Nga près de la ville de Phuket en Thaïlande (à gauche), et montagnes proches de la ville chinoise de Guilin (à droite), où ont été tournées certaines scènes représentant Kashyyyk. |  |                                                                                                 |

Kashyyyk est vue plus en détail dans le film La Revanche des Sith. Alors que les scènes de Star Wars sont tournées dans divers pays du monde, il s'agit du premier tournage de Star Wars en Asie. En effet, pour ce film, les décors naturels utilisés comme toile de fond de la planète sont les îlots de la baie de Phang Nga en Thaïlande,, lieu de tournage retrouvé dans des films autres que Star Wars et choisi pour sa proximité avec l'eau, et les montagnes aux formes atypiques de la région de Guilin en Chine, deux lieux au paysage similaire,,. Pour le film, les scènes prises en décor réel sont ensuite retouchées.
Comme pour de nombreuses planètes du film La Revanche des Sith, l'arrière-plan de Kashyyyk est constitué d'un mélange d'images réelles et d'images de synthèse, ou « peintures numériques », en référence au matte painting. Les guerriers wookiees sont ainsi majoritairement filmés dans les studios Fox de Sydney, sur un écran bleu, avant de rajouter l'arrière-plan,, tandis que les plans entre Chewbacca, Tarfful et Yoda sont tournées au Skywalker Ranch. Le département des animatiques d'ILM est responsable de la logistique de la bataille de Kashyyyk, tandis que huit acteurs (dont Peter Mayhew, interprète de Chewbacca) incarnent les guerriers wookiees avant les ajouts numériques. Si les scènes principales de batailles montrent les huit acteurs en costume, la foule de guerriers wookiees en arrière-plan est créée numériquement. Certains costumes, comme celui de Tarfful, possèdent des fonctions animatroniques, activées à distance par les membres de l'atelier des créatures Dave Esley et Don Bies.
Les paysages de Kashyyyk sont également réalisés à partir de modèles réduits, auxquels sont ultérieurement rajoutés des effets numériques, sous la supervision de Brian Gernand, le responsable des maquettes d'ILM. Une maquette de l'arbre principal de Kashyyyk est réalisée pendant treize semaines, pour servir de toile de fond pour les réunions entre Yoda et les autres membres du conseil Jedi, mais également de modèle pour les autres arbres wroshyrs observables sur Kashyyyk. L'envergure de l'arbre est un défi pour l'équipe de Gernand. Réalisée au soixante-douzième, la maquette de l'arbre mesure quatre mètres sur quatre, avec un hauteur de quatre mètres également. Bien que le feuillage soit ajouté numériquement a posteriori, la maquette présente un haut niveau de détails. Plusieurs matériaux sont utilisés pour obtenir la maquette : une couche de mousse d'uréthane a été appliquée autour d'une armature en acier pour maintenir la sculpture en position verticale, avant d'être modelée pour donner le tronc, avec toutes ses aspérités. Plusieurs sections de mousse ont été construites, puis disposées autour de l'armature métallique, afin d'obtenir la forme de base de l'arbre. Pour l'écorce, l'équipe d'ILM a appliqué une argile spéciale sur la mousse au pinceau, de quelques millimètres d'épaisseur. Grâce à des outils plus fins, et une technique de découpe au laser, la texture du tronc d'arbre a été façonnée dans cette argile. Les éléments architecturaux ont été conçus grâce au logiciel AutoCAD, avant d'être incorporés à l'arbre sous la forme de fines bandes de teck, fixées à la main par du scotch double face, puis décorées avec du métal et du bois. La forme de ces différents balcons et plateformes a été inspirée par des champignons géants, que l'on retrouve sur la surface de grands arbres. L'arbre ainsi construit est creux, et des centaines de petites pièces sont présentes à l'intérieur, chacune possédant son propre éclairage et construites par découpe laser en filigrane. L'environnement autour de l'arbre est également façonné par Gernand et son équipe, qui fabriquent ainsi de nombreux arbres, arbustes et fougères à mettre au pied de la maquette. Une zone de sable est également présente à la base de la maquette, représentant la plage de Kashyyyk.
En plus du grand arbre, une maquette de la pagode de Yoda est également réalisée par l'équipe de Gernand, à une échelle beaucoup plus grande que celle de l'arbre monde, pour que la caméra puisse se déplacer à l'intérieur de la maquette. La scène de l'ordre 66, où les soldats clones se retournent contre Yoda et Chewbacca, a également été tournée dans ce modèle réduit. Le niveau de détail est différent dans cette maquette, en raison de la nouvelle échelle, conduisant l'équipe à ajouter une nouvelle couche d'accessoire, comme un jeu de lumières miniatures très développé, ou de la mousse sur la quasi-intégralité de la maquette, pour que la luxuriance de la planète se remarque dès le premier coup d'œil. La capsule de sauvetage par laquelle Yoda fuit Kashyyyk après la promulgation de l'ordre 66 est elle aussi réalisée sous forme de maquette, concrète pour son extérieur, et de synthèse pour les plans intérieurs.

### Incrustation

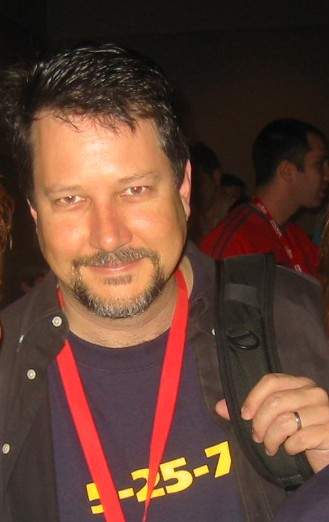
John Knoll, superviseur des effets spéciaux chez Industrial Light & Magic, responsable des incrustations numériques ayant permis le rendu à l'écran de la planète Kashyyyk.

À l'exception de certaines images tournées en Chine et en Thaïlande et servant d'arrière-plan, Kashyyyk est intégralement générée en images de synthèse. À partir d'août 2004, une équipe spécialisée d'Industrial Light & Magic, dirigée par John Knoll et Roger Guyett, supervise les effets visuels, permettant d'élaborer les plans manquants et de créer la version finale de la planète Kashyyyk.
La plupart des guerriers wookiees présents sur la planète sont créés en images numériques, soit par applications de données à un modèle d'acteurs ou par animation numérique, à partir d'un modèle de wookiee. Les acteurs des guerriers wookiees portent une combinaison spéciale, dont les mouvements sont capturés par les ordinateurs de l'équipe de tournage. Les ensembles de données ainsi collectés permettent d'obtenir un ensemble de points, de les déplacer dans l'espace et d'y apposer un maquillage numérique de wookiee. Les wookiees peuvent ainsi être placés dans les environnements numériques sous n'importe quel angle de caméra. Les accessoires des wookiees portent les mêmes marques que celles présentes sur les combinaisons des acteurs, afin de pouvoir être alignés digitalement avec les figurants numériques. Plusieurs espèces de la faune de Kashyyyk observables dans le film sont modélisées intégralement en images de synthèse.
La maquette de l'équipe de Gernand a également été filmée sous plusieurs angles différents, afin d'être insérée numériquement dans plusieurs parties du paysage de la planète Kashyyyk, dupliquée et modifiée digitalement pour donner l'illusion d'une jungle primitive côtière, dans laquelle toute une civilisation arboricole se développe. En effet, la structure asymétrique et très particulière de la maquette, combinée à sa capacité à tourner sur 360 degrés, a permis à l'équipe de créer une forêt à partir d'un seul arbre, dont l'apparence est grandement modifiée selon son axe.

## Adaptations

### Jeux vidéo
En tant que planète majeure de l'univers Star Wars, Kashyyyk apparaît dans de nombreuses œuvres vidéoludiques.
Avant même d'avoir été aperçue dans le film La Revanche des Sith, Kashyyyk est présente en tant que champ de bataille dans le jeu de tir Star Wars: Battlefront en 2004. La planète forestière sert également de champ de bataille dans sa suite, Star Wars: Battlefront II, sous une forme beaucoup plus proche de celle aperçue dans le film. Elle est notamment le terrain d'un nouveau mode de jeu, « l'Ombre du Chasseur », qui met le joueur dans la peau des wookiees résistant aux hordes de droïdes de combat, ou inversement. La planète se retrouve en terrain jouable dans le remake Star Wars: Battlefront II sorti en 2017. Plusieurs cartes sont disponibles pour différents les modes de jeu proposés par le jeu, comme escarmouche, combat de héros ou suprématie capitale,.
En 2005, l'année de la sortie du film La Revanche des Sith, la mission finale dans Star Wars: Republic Commando se déroule à Kashyyyk. L'escouade de clones contrôlée par le joueur se rend sur la planète afin de libérer des wookiees prisonniers. La planète se retrouve également dans le remake sorti sur Nintendo Switch en 2021,. Toujours en 2005, Kashyyyk fait partie des planètes visitables dans Lego Star Wars, le jeu vidéo, avec un niveau mettant en scène la bataille ayant eu lieu sur la planète. Elle se retrouve également dans les réadaptions du jeu, Lego Star Wars : La Saga complète en 2007 et Lego Star Wars : La Saga Skywalker en 2022,.
Il s'agit aussi d'un terrain dans les différentes versions du jeu Star Wars : Le Pouvoir de la Force notamment, où l'apprenti secret de Dark Vador, Starkiller est envoyé en mission à plusieurs reprises sur Kashyyyk, afin d'instaurer l'étincelle de rébellion chez les ennemis de l'Empire. Il s'agit par ailleurs de sa planète natale, où il a été arraché à ses parents étant enfant.
Kashyyyk est le principal lieu de l'action de l'extension sortie en 2005 intitulée Star Wars Galaxies: Rage of the Wookiees, pour le jeu Star Wars Galaxies. Le joueur exécute une centaine de missions sur ce monde ou fore parfois dans des astéroïdes proches. Dans les profondeurs des forêts de Kashyyyk, le joueur rencontre le général Grievous, chef des armées séparatistes, présent en tant que boss.
La planète est également l'un des lieux explorables par Cal Kestis dans le jeu Star Wars Jedi: Fallen Order,. Le joueur y retrouve notamment Tarfful, aperçu dans La Revanche des Sith. Il explore également plusieurs zones, pour certaines déjà visibles dans plusieurs jeux Star Wars, comme Star Wars: Knights of the Old Republic, d'autres totalement inédites, comme les raffineries impériales ou les zones sous-marines.

### Figurines
Lego produit des boîtes représentant des scènes qui se déroulent à Kashyyyk, en l'occurrence durant la bataille de Kashyyyk.
Dès 2005, l'une d'elles est vendue sous le numéro 7258 « Wookiee Attack ». Elle contient une figurine de catamaran wookiee accompagnée de deux pilotes autochtones, ainsi que quatre droïdes séparatistes : deux simples droïdes de combat, un tank et un droïde araignée. La même année sort le numéro 7260 « Wookiee Catamaran ». Comme son nom l'indique, la boîte inclut une figurine de catamaran wookiee, mais aussi une de speeder des marais, deux de soldats clones, deux de wookiees, une de la Jedi Luminara Unduli et enfin une du Jedi Yoda. En 2010, le numéro 8091 « Republic Swamp Speeder » est mis en vente. Il comporte, comme son nom le montre, une figurine de speeder des marais, ainsi que des figurines de personnages : la Jedi Barriss Offee, un soldat clone, deux droïdes de combat et un super droïde de combat.
Une autre est alors commercialisée dès 2014 sous le numéro 75035 « Kashyyyk Troopers ». Une figurine de vaisseau y est accompagnée de quatre figurines de soldats clones. La même année sort la boîte au numéro 75043 « AT-AP ». Elle contient alors une figurine de NA-TT, une de wookiee, une de soldat clone, deux de droïdes de combat et une de super droïde de combat. Dès 2016 est vendu le numéro 75142 « Homing Spider Droid ». Il comporte une figurine de droïde araignée, une de droïde araignée nain, deux de droïdes de combat, une de soldat clone et une de Yoda. La même année, le numéro 75151 « Clone Turbo Tank » est mis en vente. La boîte inclut une figurine de tank clone, une de petit marcheur clone et d'autres de personnages : deux droïdes de combat, deux soldats clones, Luminara Unduli et Quinlan Vos.
En 2019, une nouvelle boîte est commercialisée sous le numéro 75233 « Droid Gunship », et inclut alors comme son nom l'indique une figurine de canonnière droïde, ainsi que deux de droïdes de combat, une de wookiee et une de Yoda. La même année, le numéro 75234 « AT-AP Walker » sort. Il contient un figurine de NA-TT, ainsi qu'un de wookiee, deux de soldats clones et deux de droïdes de combat. Cette année aussi est commercialisé le numéro 75261 « Clone Scout Walker – 20th Anniversary Edition ». Cette boîte inclut une figurine de marcheur, une de droïde araignée et quatre de personnages : un soldat clone, un wookiee, un droïde de combat et un Dark Vador spécial pour les 20 ans de Lego Star Wars.
De plus, dans le cadre d'un événement dans les parcs à thème Legoland, une représentation réduite de la surface de la planète Kashyyyk est intégralement réalisée en Lego. Lors de plusieurs itérations de la convention de fans Star Wars Celebration, des représentations de la bataille de Kashyyyk en Lego sont également présentées au public.
Plusieurs figurines à l'effigie de la faune de Kashyyyk sont également commercialisées, comme une figurine représentant un can-cell, sorte de libellule géante autochtone de la planète, de nombreux guerriers wookies ou leurs accessoires.

## Réception et symbolique

### Postérité
Kashyyyk tient aussi une place non négligeable dans les classements sur les astres de Star Wars, qui incluent régulièrement la planète,. Le site Internet Screen Rant juge qu'il s'agit du meilleur lieu du jeu de 2019 Star Wars Jedi: Fallen Order. Selon le site, la partie du jeu se déroulant à Kashyyyk possède de nombreuses qualités, comme les graphismes, la diversité des zones explorables et les combats de boss. Le même site, dans un classement sur les planètes de la saga où il fait bon vivre, place à Kashyyyk la cinquième place, tandis qu'il place la planète à la seizième place du classement des planètes les plus importantes de la saga. Les sites Comic Book Resources et Vulture placent quant à eux tous deux la planète en septième dans le même type de classement,. Les effets spéciaux utilisés pour rendre la planète à l'écran sont également vantés par plusieurs sites spécialisés.
Le magazine Arts et Médias place la bataille de Kashyyyk à la septième place des batailles les plus mémorables de la saga, vantant notamment l'aspect aquatique, aérien et terrestre de la bataille, en plus de la découverte de la luxuriante planète.

### Analyse

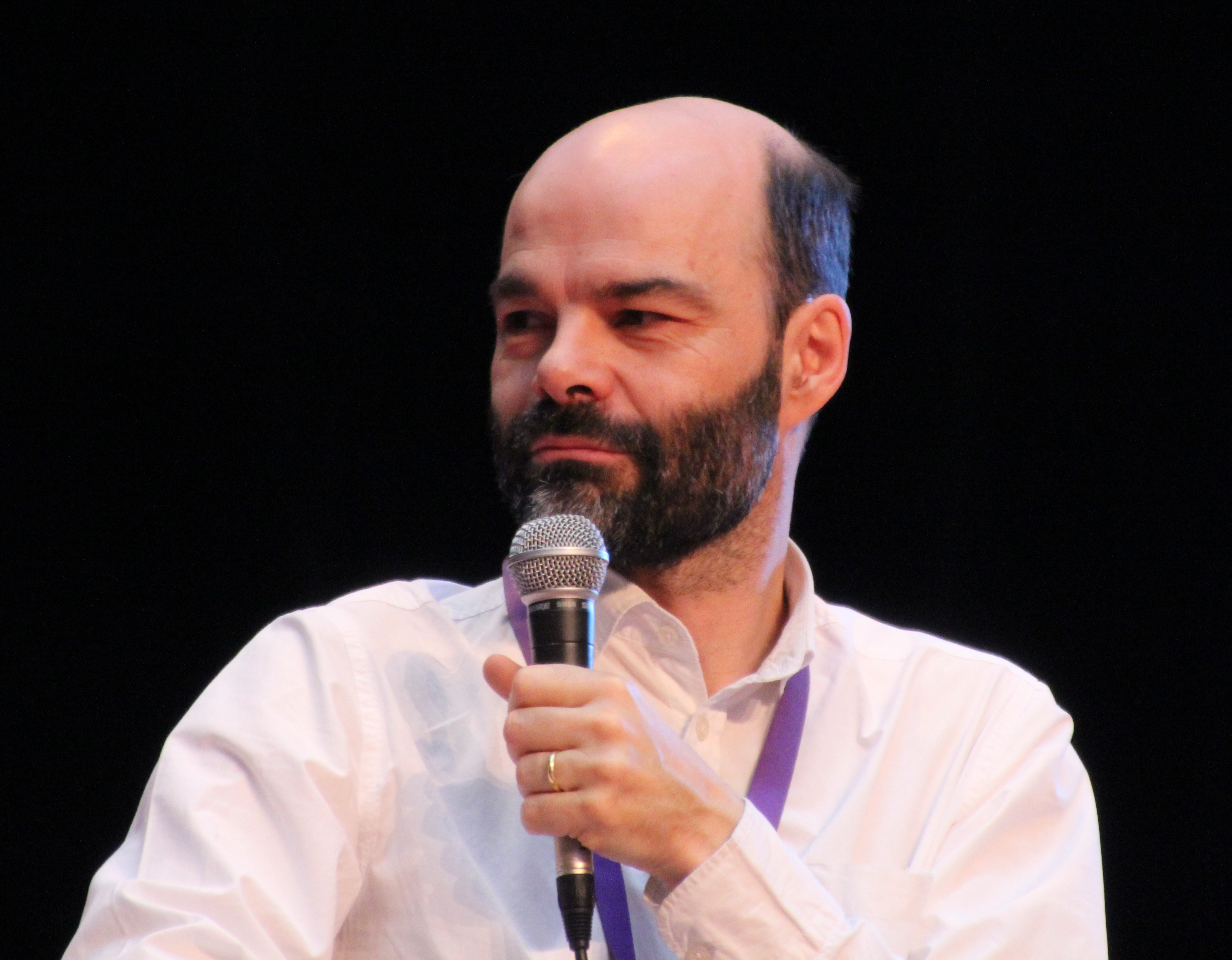
Roland Lehoucq, astrophysicien français, s'est intéressé à la vraisemblance des différentes planètes de l'univers Star Wars, dont Kashyyyk.

Gilles Vervisch, philosophe français, trace un parallèle entre Kashyyyk, ses forêts et ses cabanes en bois, et le Viêt Nam, la bataille qui s'y déroule partageant des similitudes notables avec la guerre du Viêt Nam. Une tentative d'invasion est mise en scène, en référence à l'attaque des États-Unis. Il se trouve que, dans les cas réel et fictif, le peuple autochtone — qui apparaît au premier abord comme plus primitif, moins évolué, et vivant dans des cabanes dans la forêt — finit par repousser l'invasion par une importante puissance. Enfin, le choix du paysage de la bataille de Kashyyyk reflète aussi cette inspiration. Il s'agit en effet d'une baie qui présente en terre une dense forêt.
L'astrophysicien Roland Lehoucq s'est également intéressé à la vraisemblance d'une planète peuplée d'arbres géants. Plusieurs paramètres entrent ainsi en compte : la verticalité du tronc, la résistance du bois ou la résistance au vent. Les arbres sont le plus résistant lorsqu'ils sont verticaux, tandis qu'une fois courbés par le vent, ils deviennent plus fragiles. Ainsi, il en conclut que pour que les arbres de Kashyyyk soient si hauts, la planète doit être balayée par des vents très faibles, voire inexistants.